# Goście z galaktyki Arkana
Goście z galaktyki Arkana (serb.-chorw. Gosti iz galaksije, czes. Monstrum z galaxie Arkana) – jugosłowiańsko-czechosłowacka komedia fantastycznonaukowa z 1981 roku w reżyserii Dušana Vukotića. Efekty specjalne wykonał Jan Švankmajer. Zdjęcia plenerowe kręcono w Dubrowniku. 

## Obsada
- Žarko Potočnjak jako Robert
- Lucié Žulova jako Biba
- Ksenija Prohaska jako Andra
- Rene Bitorajac jako Targo
- Ljubiša Samardžić jako Toni
- Ivana Andrlová jako Gabi
- Cvijeta Mesić jako Cecylia
- Petr Drozda jako Mumu
- Markéta Fišerová jako Stela
- Karel Augusta jako ojciec Steli
- Hermina Pipinić jako matka Steli
- Helena Růžičková jako Švarcova
- Věra Kalendová jako Papová
- Jitka Zelenohorská jako Lela
- Václav Štekl jako psychiatra
- Zvonko Lepetić jako strażnik
- Edo Peročević jako redaktor
- Predrag Petrović jako bibliotekarz
- Dana Hlaváčová jako kobieta
- Bohuslav Kupšovský jako akordeonista

## Wersja polska
Wersja polska: Studio Opracowań Filmów w Warszawie 

Reżyser: Henryka Biedrzycka 

Tekst: Elżbieta Kowalska 

Operator dźwięku: Stanisław Uszyński 

Montaż: Danuta Sierant 

Kierownik produkcji: Mieczysława Kucharska 

W wersji polskiej udział wzięli:
- Włodzimierz Nowakowski – Robert
- Gabriela Kownacka – Biba
- Ewa Smolińska – Andra
- Dorota Lanton – Ulu
- A. Jendrych – Targo
- Marian Troński – Toni
- Anna Gornostaj – Gabi
- A. Jackiewicz – Cecylia
- Hanna Bieniuszewicz – Stela
- Andrzej Wykrętowicz – ojciec Steli
- Mirosława Morawska – matka Steli
- Zofia Gładyszewska – Švarcov
- Witold Dębicki – psychiatra
- Józef Kalita – stróż
- Stanisław Zatłoka – redaktor